# Stanisław Lubomirski (mort en 1577)
Ne doit pas être confondu avec Stanisław Lubomirski (1583-1649), Stanisław Lubomirski (1704-1793), Stanisław Lubomirski (1722-1782) ou Stanisław Herakliusz Lubomirski.
Stanisław Lubomirski (né vers 1513, mort en 1577,) est un noble polonais de la famille Lubomirski.

## Biographie
Stanisław Lubomirski est le fils de Feliks Lubomirski (né vers 1480, mort en 1533) et de Beata Gniewęcka.

## Mariages et descendance
Stanisław Lubomirski épouse Laura de Laura de Effremis, puis en secondes noces Barbara Hruszowska qui lui donne pour enfants :
- Sebastian Lubomirski (vers 1546-1613),
- Katarzyna Lubomirska,
- Anna Lubomirska,

## Sources
- (uk) Cet article est partiellement ou en totalité issu de l’article de Wikipédia en ukrainien intitulé « Станіслав Любомирський (пом. 1577) » (voir la liste des auteurs).